# 寺元明男
寺元 明男（てらもと あきお、1958年6月18日 - ）は、日本のプロゴルファー。

## 来歴
箕面学園高校時代の1975年には全国高校ゴルフ選手権個人・男子で湯原信光・白浜育男・金谷多一郎・羽川豊に次ぐ8位、1976年の同大会では白浜と並んでの8位タイに入った。
1981年にプロ入りし、1982年のKSB香川オープンでは泉川ピート・甲斐俊光・倉本昌弘・陳健振（中華民国）と並んでの5位タイに入った。
1985年のデサント大阪オープンでは初日に67をマークし、磯村芳幸と並んでの5位タイに入った。
1996年のつるやオープンを最後にレギュラーツアーから引退。